# Geoffrey Gilbert
Geoffrey Winzer Gilbert (* 28. Mai 1914 in Liverpool; † 18. Mai 1989 in DeLand) war einer der herausragendsten englischen Flötisten des 20. Jahrhunderts.
Geoffrey Gilbert war Sohn walisischer Eltern, der Vater professioneller Oboist. Ab dem Alter von 12 Jahren erhielt er Flötenunterricht, den er am Liverpool College of Music und dem Royal Manchester College of Music fortführte. 1930 wurde er Mitglied des Hallé-Orchesters. 1933 bis 1948 war er, unterbrochen durch den Militärdienst, Soloflötist des London Philharmonic Orchestra, 1948 bis 1952 Soloflötist des BBC Symphony Orchestra und 1957 bis 1963 in gleicher Position beim Royal Philharmonic Orchestra. Gilbert war Solist bei den englischen Erstaufführungen der Flötenkonzerte von Jacques Ibert, Carl Nielsen, André Jolivet und Jean Rivier.
Gilbert hatte Lehraufträge am Trinity College of Music, der Guildhall School of Music und dem Royal Manchester College of Music inne. 1969 übersiedelte er mit seiner Familie nach Florida, wo er bis 1979 als Director of Instrumental Studies an der Stetson University in DeLand wirkte. Auch nach seiner Emeritierung war er weiterhin als Lehrer und Leiter von Meisterklassen tätig.
Zu Gilberts Schülern zählen Trevor Wye, Susan Milan, Alexander Murray, William Bennett, Peter Lloyd, Averil Williams und James Galway.